# خوان کروپوویسا
خوان کروپوویسا (انگلیسی: Juan Krupoviesa؛ زادهٔ ۱۶ آوریل ۱۹۷۹) بازیکن فوتبال اهل آرژانتین است.
از باشگاه‌هایی که در آن بازی کرده‌است می‌توان به باشگاه فوتبال استودیانتس، باشگاه فوتبال آرسنال ساراندی، باشگاه فوتبال بوکا جونیورز، و باشگاه فوتبال المپیک مارسی اشاره کرد.